# Сарразак (Дордонь)
Сарраза́к (фр. Sarrazac) — коммуна во Франции, находится в регионе Аквитания. Департамент — Дордонь. Входит в состав кантона Иль-Лу-Овезер. Округ коммуны — Нонтрон.
Код INSEE коммуны — 24522.

## География

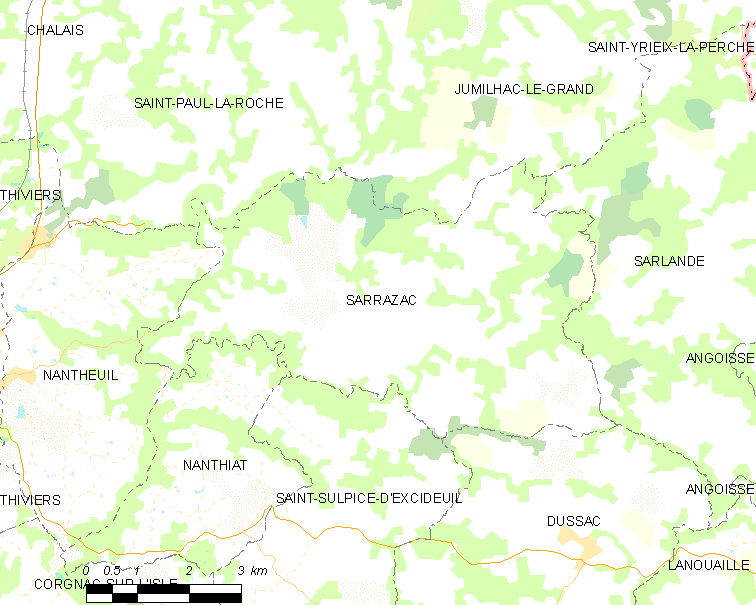
Карта коммуны

Коммуна расположена приблизительно в 400 км к югу от Парижа, в 145 км северо-восточнее Бордо, в 38 км к северо-востоку от Перигё.
На западе коммуны протекает река Иль.

### Климат
Климат умеренный океанический со средним уровнем осадков, которые выпадают преимущественно зимой. Лето здесь долгое и тёплое, однако также довольно влажное, здесь не бывает регулярных периодов летней засухи. Средняя температура января — 5 °C, июля — 18 °C. Изредка вследствие стечения неблагоприятных погодных условий может наблюдаться непродолжительная засуха или случаются поздние заморозки. Климат меняется очень часто, как в течение сезона, так и год от года.

## Население
Население коммуны на 2010 год составляло 377 человек.
| 1962 | 1968 | 1975 | 1982 | 1990 | 1999 | 2010 |
| ---- | ---- | ---- | ---- | ---- | ---- | ---- |
| 823  | 750  | 592  | 526  | 478  | 404  | 377  |

## Администрация
| Период | Период | Фамилия     | Партия                              | Примечания                 |
| ------ | ------ | ----------- | ----------------------------------- | -------------------------- |
| ?      | 1995   | Пьер Гранже | Французская коммунистическая партия |                            |
| 1995   | 2014   | Роже Барро  | беспартийный                        | продавец бумаги, пенсионер |
| 2014   | 2020   | Жан-Луи Каз |                                     |                            |

## Экономика
В 2010 году среди 208 человек трудоспособного возраста (15—64 лет) 148 были экономически активными, 60 — неактивными (показатель активности — 71,2 %, в 1999 году было 60,1 %). Из 148 активных жителей работали 137 человек (81 мужчина и 56 женщин), безработных было 11 (6 мужчин и 5 женщин). Среди 60 неактивных 8 человек были учениками или студентами, 33 — пенсионерами, 19 были неактивными по другим причинам.

## Фотогалерея

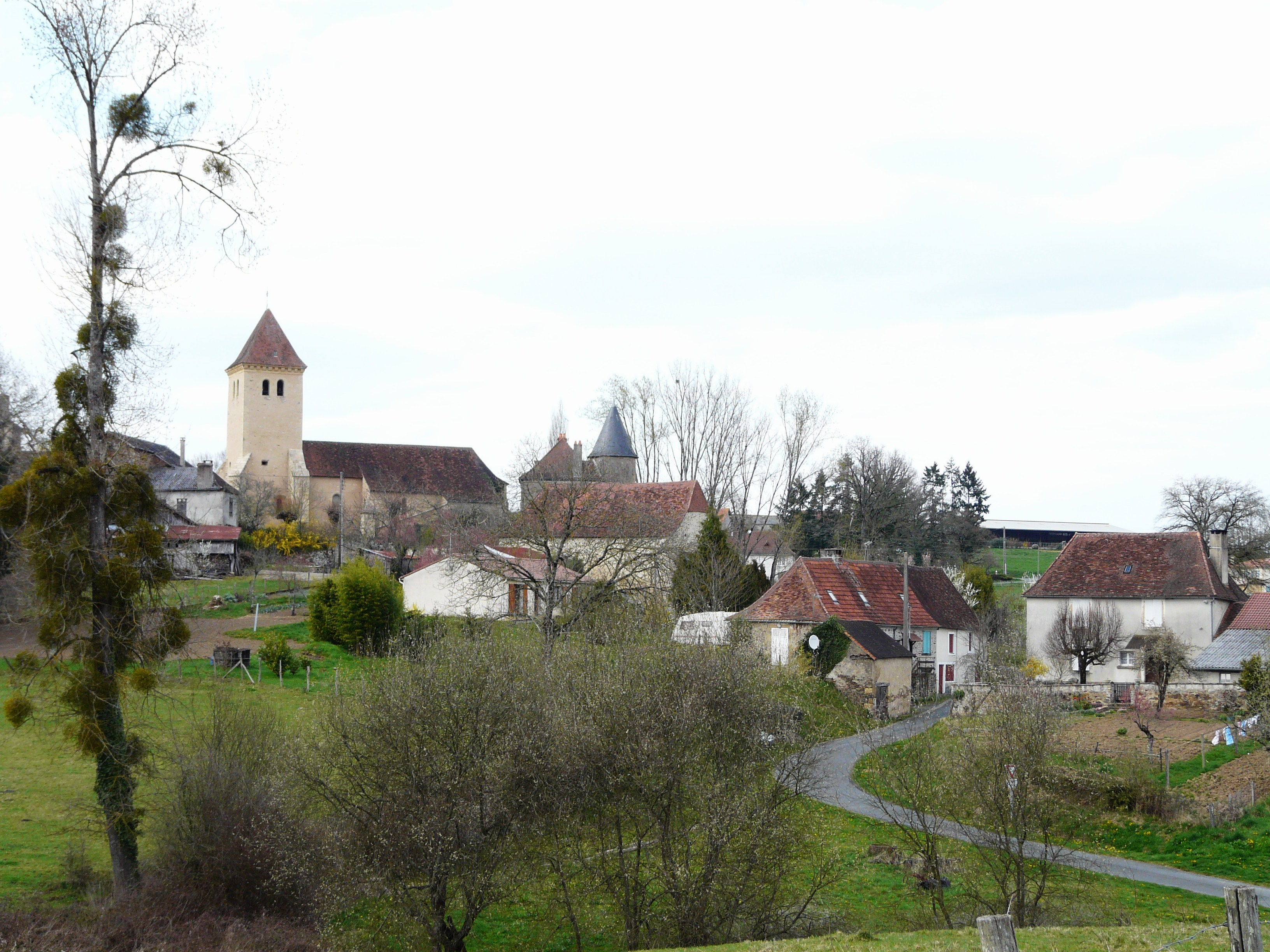
Сарразак
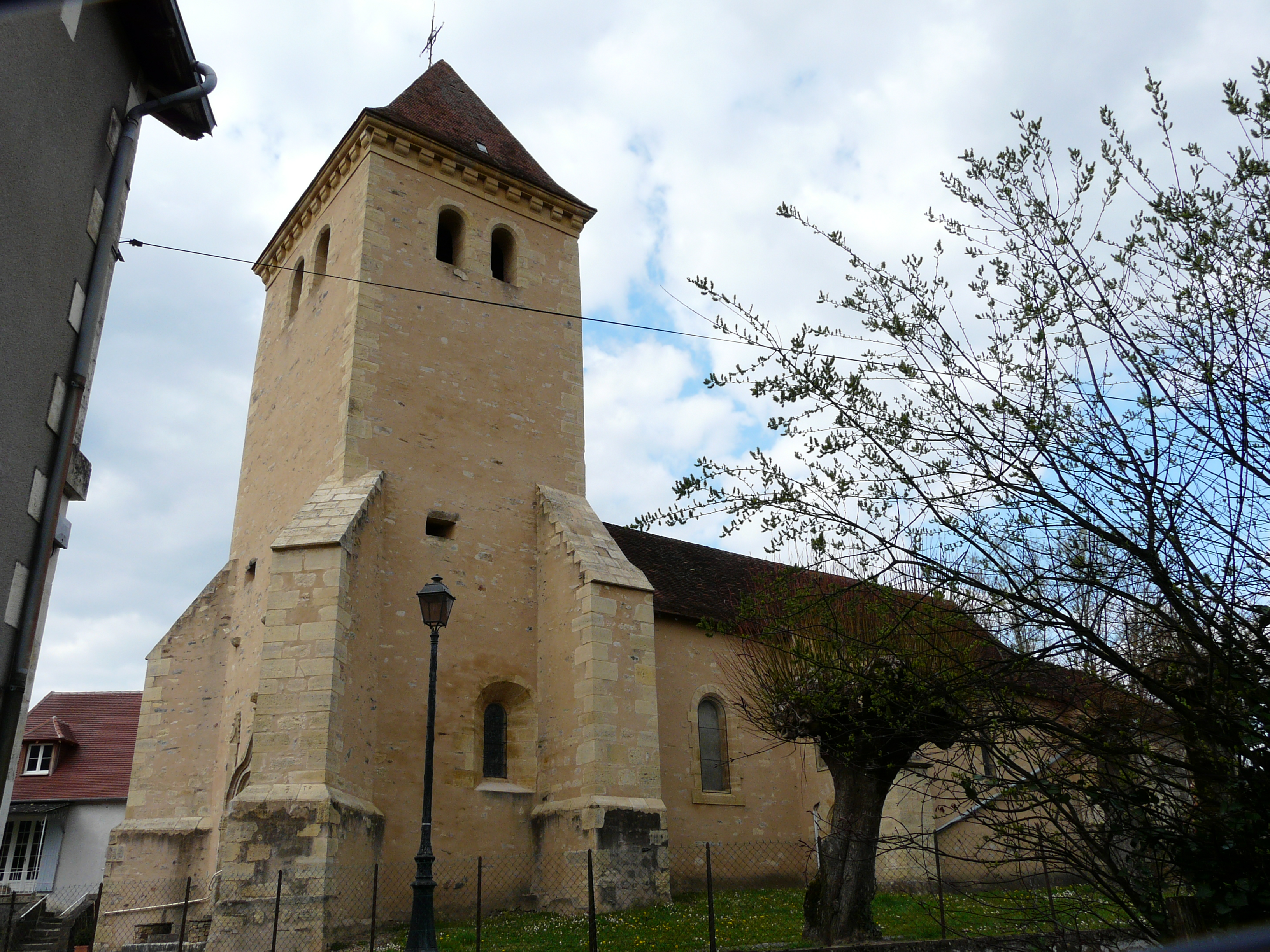
Церковь Свв. Илария и Леобона
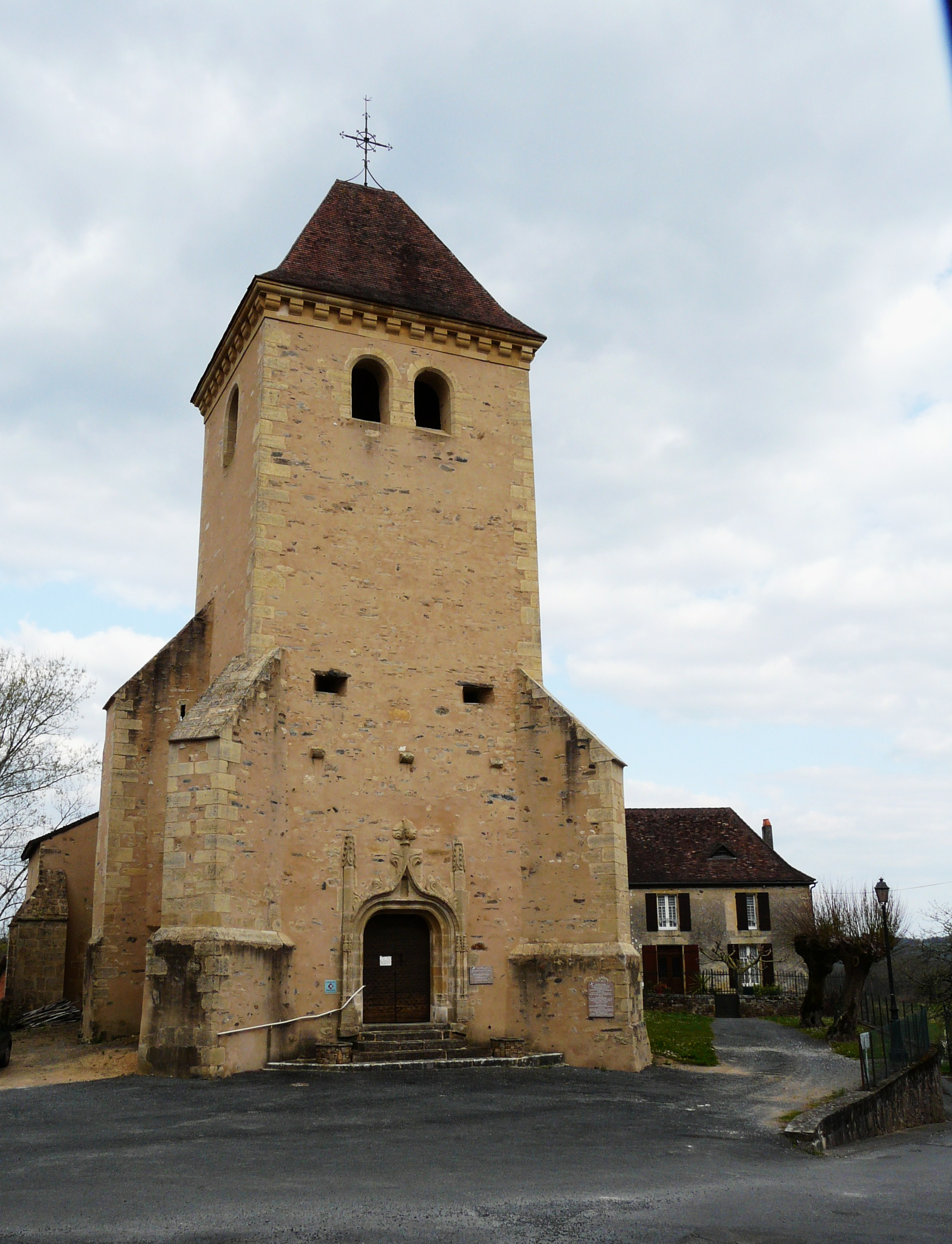
Церковь Свв. Илария и Леобона
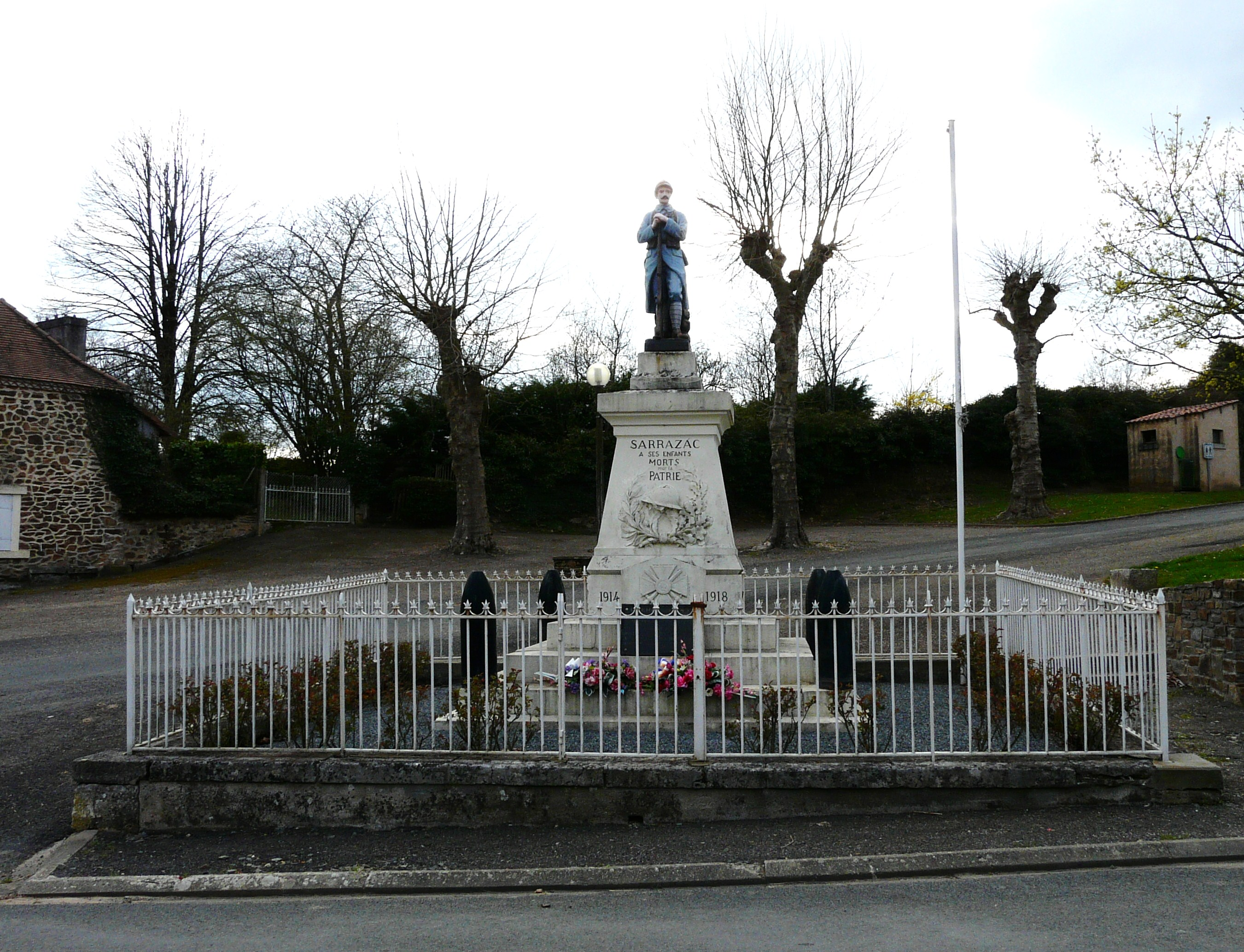
Военный мемориал
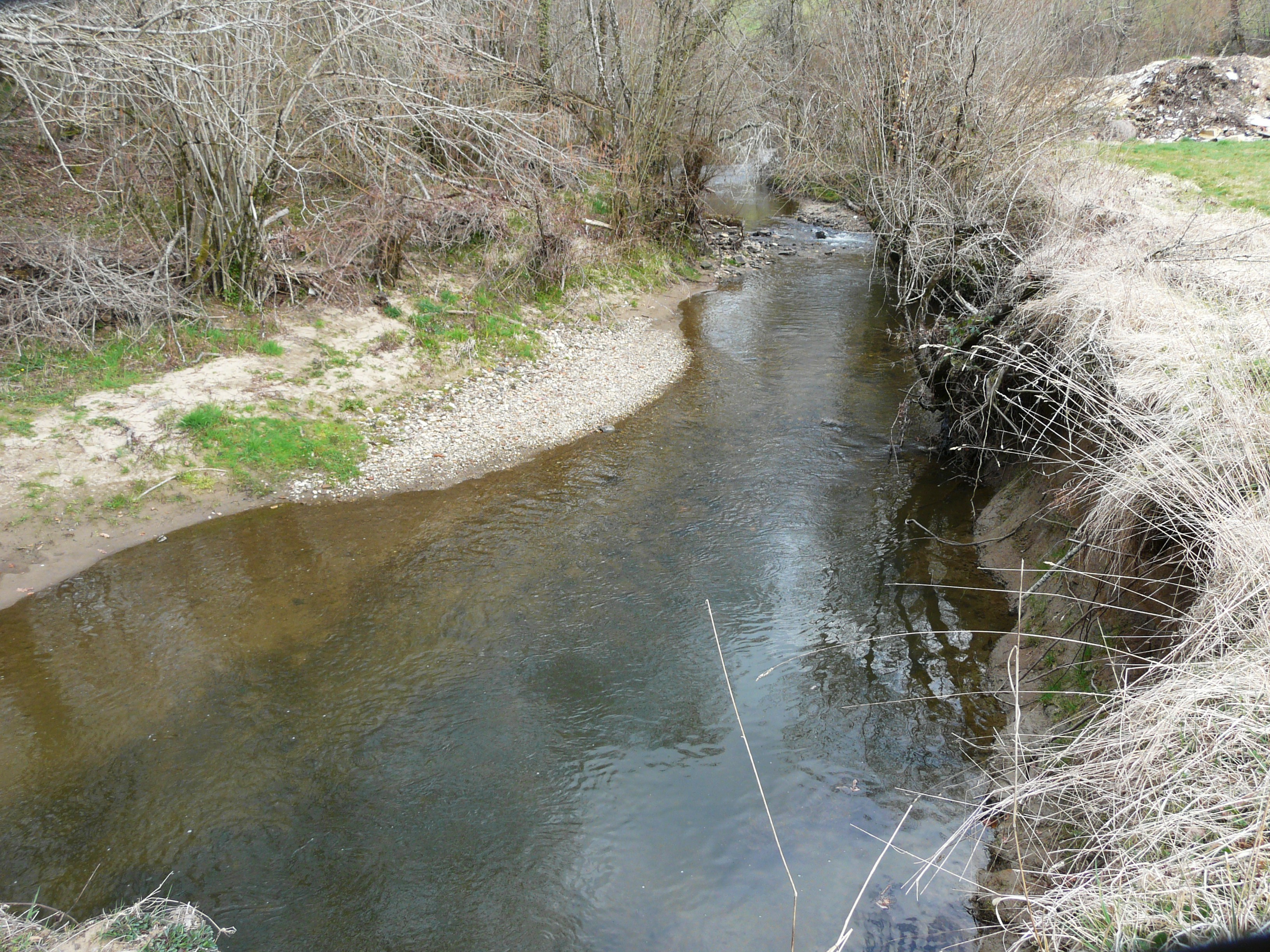
Река Лаво